# Cartas de corteza de abedul
Los documentos de corteza de abedul (en ruso берестяны́е гра́моты), están escritos en trozos de corteza de abedul. Los mismos brindan testimonios únicos, muy valiosos en las investigaciones de la lengua rusa antigua. Gran parte de estos documentos fueron encontrados en Nóvgorod, y por lo tanto están escritos en el dialecto antiguo de dicha región. Las cartas de corteza encontradas hasta la fecha pertenecen al período que abarca del siglo XI al XV.

## Descubrimiento

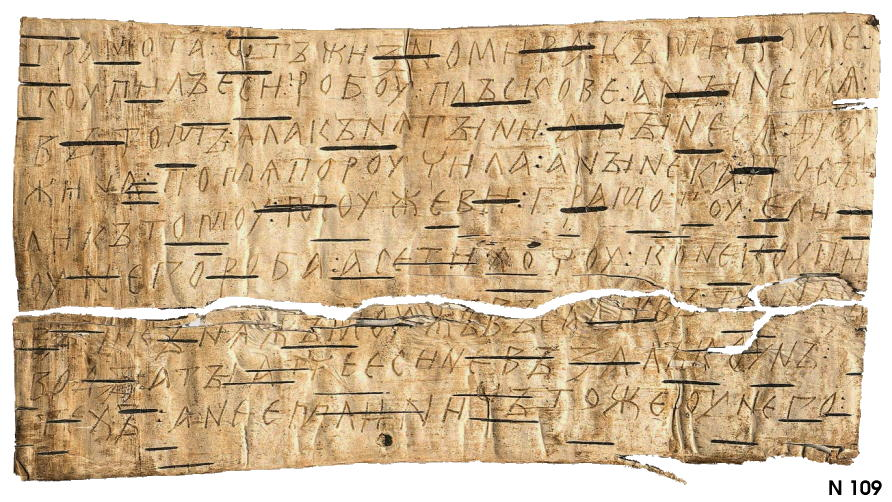
La carta de Zhiznomir a Micula,

El 26 de julio de 1951 durante unas excavaciones en Nóvgorod dirigidas por Artemiy Artzijovskiy fue encontrada la primera carta de corteza de abedul, que se remonta a finales del siglo XIV. Durante toda la temporada de excavaciones fueron descubiertas 10 cartas: la última es una mera inscripción a lo largo del borde de un vaso.
Los científicos habían advertido que era posible hallar este tipo de documentos. De hecho se conocía sobre la existencia de manuscritos sobre corteza de abedul (hasta libros enteros) de los siglos XVII a XIX. Ya Artzijovskiy en una expedición en la década de 1930 había encontrado pedazos de corteza de abedul y varillas afiladas de hueso o de metal para trazar la escritura. El suelo de Nóvgorod además ofrece características especiales, por una parte la capa cultivada es muy profunda (más de 8 metros), y además, la arcilla del suelo protegió a las cortezas de la humedad del suelo, contribuyendo a la conservación de la madera.

## Cantidad
A partir del primer descubrimiento de cartas de corteza de abedul, cada año de excavaciones en Nóvgorod ha generado nuevos hallazgos. Hasta la fecha se han excavado 1050 rollos de corteza de abedul en Nóvgorod. Algunos pocos rollos han sido encontrados durante trabajos de canalización o han sido aportados por habitantes de la ciudad. Por ejemplo, la carta n.º 463 fue encontrada por un habitante en su tiesto al trasplantar flores. Además, se han encontrado rollos semejantes en algunas ciudades en el territorio de Rusia, Bielorrusia y Ucrania.

## Contenido
Casi todas las cartas de corteza de abedul están escritas en ruso antiguo. Muchas de ellas son muy breves – contienen una sola línea. La mayoría de estos documentos son cartas privadas. Tratan diferentes aspectos de la vida cotidiana. De ordinario pertenecen a la esfera oficial; son listas de deudores, recibos, peticiones domésticas, peticiones colectivas de campesinos, o rótulos.
Se han encontrado unos pocos documentos más interesantes, los cuales se dividen en: textos eclesiásticos (oraciones, listas conmemorativas, sermones); textos de estudios (abecedarios, borradores) y también diferentes textos folclóricos, tales como adivinanzas, palabras mágicas y chistes.
Muy conocido es un grupo de rollos de corteza de abedul que contienen los ejercicios de escritura y dibujos realizados por un niño llamado Onfim que vivió en el siglo XIII, a partir de su caligrafía y dibujos los expertos estiman que tenía unos 6 a 7 años de edad.

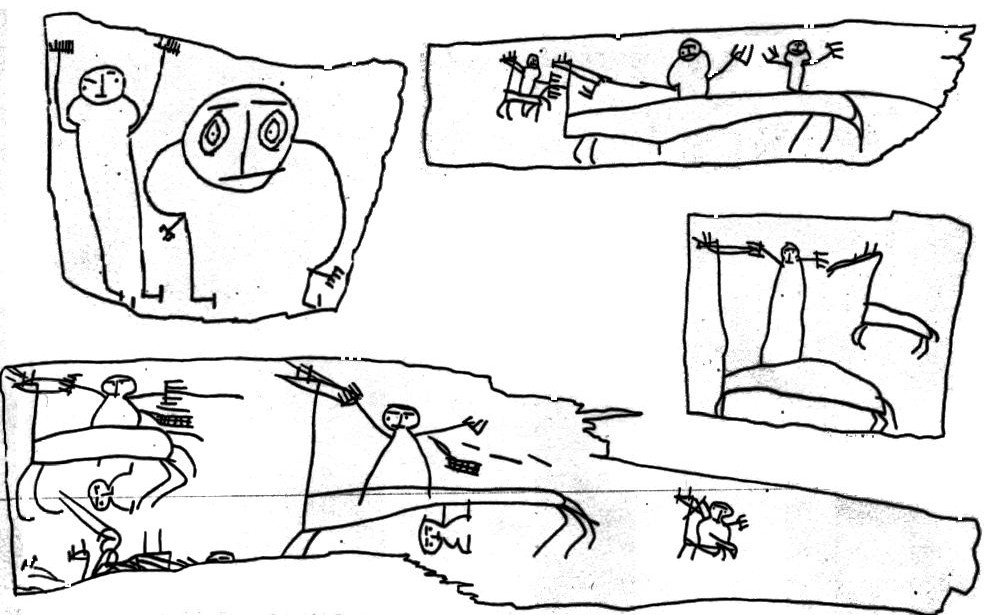
Los dibujos de Onfim

Las cartas de corteza de abedul son testimonio de un nivel bastante desarrollado de alfabetización de los habitantes de Nóvgorod en la Edad Media.

### Ejemplo
La carta de corteza de abedul n.º 1020 del siglo XII, y excavada en 2012. Contiene una nota oficial sobre una trampa.
El texto original (la división de palabras añadida) y traducción:

ѿ олькшѣ къ жѧдѣну : вєрєшь въдає : оу хотъслава ми было гривн(а) възѧти: а творѧть и пеставивъше а выправита : корову : повѣдаю оу нєго:
De Oleksha a Zhaden: devuelva el trigo; he dado a crédito a Jotslav una grivna [unidad monetaria rusa antigua], pero dicen que él ha muerto; solucionen Vds el problema – él tiene una vaca